# Saint Louvent
Saint Louvent, ou saint Lupien, est un saint de l'Église catholique. Originaire du Bois-du-Mont, près de Javols en Gévaudan, il a subi un martyre en Champagne.

## Biographie
Né peu avant 540, il embrasse l'état ecclésiastique vers 564. Puis il devient abbé du monastère de saint Privat en Gévaudan (près de Mende). Il est ordonné prêtre par l'évêque du Gévaudan Évanthe, en 576 l'évêque de charge d'une mission de prédication,.
À la suite de propos injurieux qu'il aurait eu à l'encontre de la reine Brunehilde (il s'agissait de la « dénonciation des scandales de la cour d'Austrasie » lors d'une prédication), le comte du Gévaudan, Innocent, le cite en justice. Après s'être rendu à la cour, il est innocenté des accusations, et remis en liberté,.
Sur le chemin du retour, il est assassiné en Champagne, décapité par des hommes du comte. Il est alors jeté dans l'Aisne,.

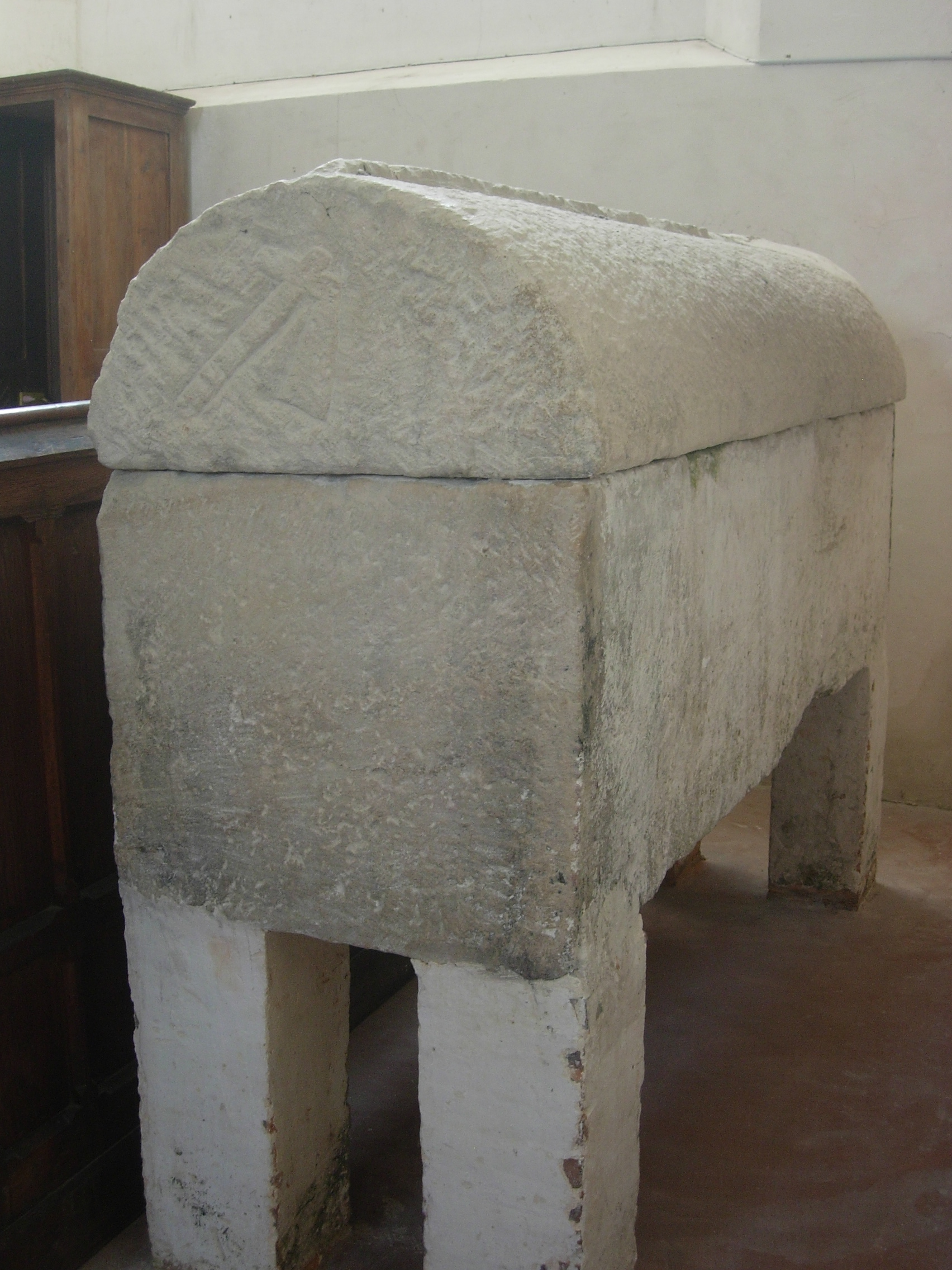
Église de Saint-Lupien : sarcophage du Saint

L'église paroissiale de Saint-Lupien (Aube) passe pour abriter son tombeau.

## Légende et culte
Selon la légende, le corps de l'abbé aurait été repêché par des bergers. Sa tête elle n'aurait pas été trouvée, mais c'est un aigle qui l'aurait ramenée près du reste de son corps. Ses reliques aurait alors été ensevelies et conservée en la cathédrale de Châlons-en-Champagne.
Il était inhumé dans l'église de Perthes, puis une partie des reliques sont transférées dans l'église de Châlons-en-Champagne. En 1737, l'évêque de Chalons, Claude-Antoine de Choiseul-Beaupré fait don d'une partie des reliques à l'évêque de Mende (Gabriel-Florent de Choiseul-Beaupré). Ces reliques se trouvent encore dans la cathédrale de Mende,.

## Les lieux associés
Communes
- Saint-Lupien (Aube)
- Châtelraould-Saint-Louvent (Marne)[6]
- Brousseval
- Doulevant-le-Château et Doulevant-le-Petit (Haute-Marne)[7]
- Remennecourt
- Chancenay: église Saint-Louvent (Haute-Marne)

Monuments
- Église Saint-Louvent, Pocancy (Marne)[8]
- Église Saint-Louvent, Rembercourt-aux-Pots (commune de Rembercourt-Sommaisne, Meuse)
- Église Saint-Louvent, Brousseval (Haute-Marne)